# 種子島久時 (18代)
種子島 久時（たねがしま ひさとき、(寛永16年8月14日（1639年9月11日） - 享保7年2月15日（1722年3月31日））は、薩摩藩（鹿児島藩）家臣、種子島氏第18代当主。
幼名は鶴袈裟丸、初名は榮時。通称は三郎次郎、左近、蔵人。

## 略歴
寛永16年（1639年）8月14日、種子島忠時の子として生まれる。慶安3年（1650年）、藩主島津光久の加冠で元服する。承応元年（1652年）江戸に出府し幕府の証人となる。承応2年（1653年）江戸城で将軍徳川家綱に拝謁。同年鹿児島に帰国した。
承応3年（1654年）3月26日父忠時死去。11月家督相続し久時と改名。明暦元年（1655年）世子島津綱久初入部を出迎える。万治3年（1660年）藩主光久帰国許可の謝使として江戸に出府し、江戸城で将軍家綱に拝謁。同年北郷久精の娘と結婚。寛文2年（1662年）江戸に出府し、江戸城で将軍家綱に拝謁。
寛文4年（1664年）名を左近と改める。同年嫡男鶴袈裟丸（久基）誕生。寛文6年（1666年）江戸に出府して江戸城で将軍家綱に拝謁。寛文7年（1667年）徳川家康公五十年忌を福昌寺で行った際に、御法事奉行を務める。寛文11年（1671年）大目付となる。延宝3年（1675年）旅家老（藩主の参勤交代に随従する家老）となる。延宝5年（1677年）には名を蔵人と改める。延宝7年（1679年）国老となる。貞享3年（1686年）藩主島津綱貴家督相続の御礼言上の際に、江戸城で将軍徳川綱吉に拝謁。元禄元年（1688年）前藩主光久の請いで幕府より乗輿を許可される。元禄8年（1695年）官俸1200苞を賜る。
宝永7年（1710年）隠居して家督を嫡男義時（久基）に譲る。享保7年（1722年）2月15日鹿児島で死去。享年84。法号は世雄院殿日尊大居士。
墓所は種子島氏の二代目の墓所である御拝塔墓地にある。

## 系譜
- 父：種子島忠時
- 母：島津忠恒の娘
- 正室：北郷久精の娘
  - 男子：種子島久基